# 金鋐
金鋐（？—？），字治公，號赤庵，順天府宛平人。清朝政治人物、進士出身。

## 生平
順治九年（1652年）壬辰科進士，選庶吉士，散館授編修。順治十三年，擔任左贊善、內弘文院檢討。次年兼任翰林秘書院侍講。順治十五年，擔任國子監祭酒。同年，改廣東布政使司參政，分守嶺西道。順治十八年，任四川按察使。康熙元年，擔任山西右布政使。康熙四年，改江南左布政使。康熙十一年，任河南布政使。康熙十六年，任太常寺卿，次年加左副都御史、兵部督捕右侍郎，督理湖南四川糧餉。
康熙二十二年（1683年）擔任福建巡撫。後任兵部右侍郎、都察院右副都御史、浙江巡撫。